# Institut für Softwaretechnologie
Das Institut für Softwaretechnologie ist ein Forschungsinstitut des Deutschen Zentrums für Luft- und Raumfahrt (DLR). Es ist an den DLR-Standorten Köln-Porz, Braunschweig, Oberpfaffenhofen und Berlin-Adlershof vertreten.
Bis 2019 war das Institut eine wissenschaftlich-technische Einrichtung des DLR unter dem Namen „Simulations- und Softwaretechnik“. Ende 2019 fand die Umwandlung zu einem DLR-Institut statt.

## Forschungsaufgaben
Die Aufgaben des DLR-Instituts für Softwaretechnologie sind Forschung und Entwicklung auf dem Gebiet innovativer Software-Technologien. Die derzeitigen Themenschwerpunkte sind Software für verteilte und intelligente Systeme, Künstliche Intelligenz, Software für eingebettete Systeme, Wissenschaftliche Visualisierung, Quantencomputing und High-Performance Computing.
Die zunehmend komplexer werdende Softwarelandschaft bedarf nach Ansicht des Instituts neuer Ansätze, um Systeme beherrschbar zu gestalten und Fehlerzustände mit schwerwiegenden Folgen zu vermeiden. Eine Kernaufgabe des Instituts für Softwaretechnologie besteht darin, durch eigene Forschung sowie im Verbund mit Projektpartnern Verfahren zu entwickeln, die stabile Softwarelösungen für die Zukunft ermöglichen.
Die im Institut entwickelten Technologien kommen in allen Forschungsbereichen des DLR zum Einsatz, von der Raumfahrt über Luftfahrt, Verkehr und Energie bis zur Digitalisierung und Sicherheitsforschung. Über 90 % der Produkte des Instituts sind Open-Source-Software und können somit auch außerhalb des DLR ohne Einschränkungen genutzt werden.
Neben der eigenen Forschung bietet das Institut Schulungen in Software-Engineering-Verfahren für Mitarbeiter in anderen DLR-Instituten oder anderen Forschungseinrichtungen der Helmholtz-Gemeinschaft an.

## Abteilungen
Das Institut für Softwaretechnologie teilt sich neben der Leitungsebene in drei Fachabteilungen:
- Die Abteilung High-Performance Computing erforscht effiziente skalierbare Algorithmen und Datenstrukturen für hochparallele Rechner der Zukunft. Weitere Themen sind effizientes Management und performante Analyse großer Datenmengen sowie Forschung in Quantencomputing, Maschinellem Lernen und Künstlicher Intelligenz für Softwarelösungen in allen DLR-Themenfeldern. Die Abteilung besteht aus drei Arbeitsgruppen: „Intelligente Algorithmen und Optimierung“, „Quantencomputing“ und „Parallele Numerik“.
- Die Abteilung  Intelligente und verteilte Systeme betreibt Forschung unter anderem in den Bereichen verteilte und dezentrale Softwaresysteme, intelligente und wissensbasierte Softwaresysteme, Künstliche Intelligenz, sowie Software-Engineering und Software-Analytik. Die Abteilung unterteilt sich weiter in die Arbeitsgruppen „Verteilte Softwaresysteme“, „Intelligente Softwaresysteme“, „Software Engineering“ und „Human Factors in Software Engineering“.
- Die Abteilung Software für Raumfahrtsysteme und interaktive Visualisierung beschäftigt sich mit der Erforschung von robuster Raumfahrt-Software, von der Missionsplanung bis zur On-Board-Steuerung. Ergänzt werden diese Arbeiten durch die Entwicklung von Analysemethoden der interaktiven Visualisierung z. B. mithilfe von Virtual und Augmented Reality. Die Abteilung gliedert sich in die Arbeitsgruppen „Modellierung und Simulation“, „Onboard-Software-Systeme“, „Wissenschaftliche Visualisierung“ und „3D-Interaktion“.